# Пръстенчата цецилия
Пръстенчатата цецилия (Siphonops annulatus) е вид безкрако земноводно от семейство Caeciliidae. Според зоолога Златозар Боев българското име на вида е пръстенчат сифонопс. Името си получава от пръстените, на които е наделено тялото му.
На дължина варира между 85 и 95 см. Подобно на други представители на семейството обитава влажни почви.

## Разпространение
Видът е разпространен в Аржентина, Боливия, Бразилия, Венецуела, Еквадор, Колумбия, Перу и Френска Гвиана.